# دریاچه زمپاخ
دریاچه زمپاخ (به آلمانی: Sempachersee) دریاچه‌ای در کانتون لوتسرن، سوئیس است. مساحت این دریاچه حدود ۱۴٫۵ کیلومتر مربع (۵٫۶ مایل مربع) و بیشینهٔ ژرفای آن ۸۷ متر (۲۸۵ فوت) است.
جزیره‌ای به‌نام «گاما» به درازای ۵۰ متر در شرق زورزِی واقع شده است.
در سدهٔ هفدهم میلادی، پنج فرابر (قایق مسافربر) در این دریاچه فعالیت می‌کردند که کالاها را به بازار هفتگی شهر زورزی می‌رساندند.
به‌دلیل دسترسی آسان، بسیاری از ساکنان مناطق اطراف در این دریاچه شنا می‌کنند، قایق‌سواری و پاروزنی انجام می‌دهند و به ماهی‌گیری می‌پردازند.